# Макарин, Василий Филиппович
Василий Филиппович Макарин (1906 год, село Быстримовка, Кокчетавский уезд, Акмолинская область — 1978 год, Алма-Ата, Казахская ССР) — казахстанский коммунистический деятель, организатор колхозного строительства, первый секретарь Атбасарского райкома Компартии Казахстана, Акмолинская область, Казахская ССР. Герой Социалистического Труда (1957). Депутат Верховного Совета Казахской ССР 4-го созыва.

## Биография
Родился в 1906 году в селе Быстримовка Кокчетавского уезда Акмолинской области в крестьянской семье.
С 1929 по 1932 год — председатель колхоза «Великан». С 1933 года — заместитель директора Сандыктаусской МТС в селе Балкашино. В 1939 году избран вторым секретарём Алексеевского районного комитета Компартии Казахстана.
С 1952 по 1964 год — первый секретарь Атбасарского райкома Компартии Казахстана. Принимал активное участие в организации колхозного строительства и освоении целины в Атбасарском районе. В 1957 году удостоен звания Героя Социалистического Труда «за особо выдающиеся успехи, достигнутые в работе по освоению целинных и залежных земель, и получение высокого урожая».
Упоминается в книге «Целина» Леонида Брежнева.
С 1964 — персональный пенсионер союзного значения. Проживал в Алма-Ате.
Скончался в 1978 году в Алма-Ате.

## Награды
- Герой Социалистического Труда — указом Президиума Верховного Совета СССР от 11 января 1957 года
- Орден Ленина